# Supercomputadora
Una supercomputadora, supercomputador o superordenador es un dispositivo informático con capacidades de cálculo superiores a las computadoras comunes y de escritorio, ya que se usan con fines específicos. Hoy día los términos de supercomputadora y superordenador se están reemplazando por computadora de alto rendimiento y ambiente de cómputo de alto rendimiento, ya que las supercomputadoras son un conjunto de poderosos ordenadores unidos entre sí para aumentar su potencia de trabajo y rendimiento. Al año 2019, los superordenadores más rápidos funcionaban en aproximadamente más de 148 petaflops (un petaflops, en la jerga de la computación, significa que realizan más de 1000 billones de operaciones por segundo). La lista de supercomputadoras se encuentra en el ranking TOP500.

## Historia

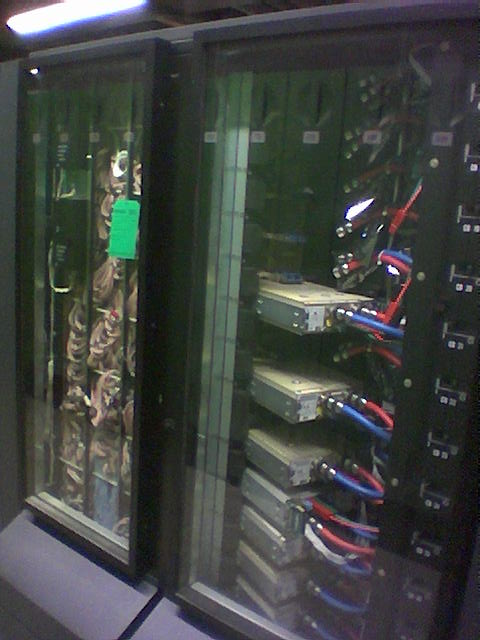
Interior de una supercomputadora CRAY T3D.

Las supercomputadoras se introdujeron en la década de 1970 y se diseñaron principalmente por Seymour Cray en la compañía Control Data Corporation (CDC), la cual dominó el mercado durante esa época, hasta que Cray dejó CDC para formar su propia empresa, Cray Research. Con esta nueva empresa siguió dominando el mercado con sus nuevos diseños y obtuvo el podio más alto en supercómputo durante cinco años consecutivos (1985-1990). En los años 1980 un gran número de empresas competidoras entraron en el mercado en paralelo con la creación del mercado de los minicomputadores una década antes, pero muchas de ellas desaparecieron a mediados de los años noventa. El término está en constante flujo: las supercomputadoras de hoy tienden a convertirse en las computadoras ordinarias del mañana. Las primeras máquinas de CDC fueron simplemente procesadores escalares muy rápidas y muchos de los nuevos competidores desarrollaron sus propios procesadores escalares a un bajo precio para poder penetrar en el mercado. 
De principio a mediados de los años ochenta se vieron máquinas con un modesto número de procesadores vectoriales trabajando en paralelo, lo cual se convirtió en un estándar. El número típico de procesadores estaba en el rango de 4 a 16. En la última parte de los años ochenta y principios de los noventa, la atención cambió de procesadores vectoriales a sistemas de procesadores masivamente paralelos con miles de CPU «ordinarias». En la actualidad, los diseños paralelos están basados en microprocesadores de clase servidor que están disponibles actualmente (2011). Ejemplos de tales procesadores son PowerPC, Opteron o Xeon, y la mayoría de los superordenadores modernos son hoy en día clústeres de computadores altamente afinados que usan procesadores comunes combinados con interconexiones especiales.
Hasta ahora el uso y la generación de las mismas se ha limitado a organismos militares, gubernamentales, académicos y empresariales. 
Se usan para tareas de cálculos intensivos como problemas de física cuántica, predicción del tiempo, investigación de cambio climático, modelado de moléculas, simulaciones físicas como la simulación de aviones o automóviles en el viento (también conocido como Computational Fluid Dinamics), simulación de la detonación de armas nucleares e investigación en la fusión nuclear.
Como ejemplo, se encuentra el superordenador IBM Roadrunner; científicos de IBM y del laboratorio de Los Álamos trabajaron seis años en la tecnología de la computadora. Algunos elementos de Roadrunner tienen como antecedentes videojuegos populares, de acuerdo con David Turek, vicepresidente del programa de supercomputadoras de IBM. «En cierta forma, se trata de una versión superior de Sony PlayStation 3», indicó. «Tomamos el diseño básico del chip (de PlayStation) y mejoramos su capacidad», informó Turek.
Sin embargo, Roadrunner difícilmente pueda asemejarse a un videojuego. El sistema de interconexión ocupa 557 m² de espacio. Cuenta con 91,7 km de fibra óptica y pesa 226,8 t. La supercomputadora estaba en el laboratorio de investigaciones de IBM en Poughkeepsie (Nueva York) y se trasladó en julio del 2008 al laboratorio de Los Álamos (Nuevo México).[[m{\displaystyle 2}]]
Japón creó la primera supercomputadora petaflops, la MDGrape-3, pero solo de propósitos particulares. Luego IBM de EE. UU. creó la Roadrunner, también de 1 petaflop. China, la Milky Way One, de 1,2 petaflops; y Cray de EE. UU. la Jaguar, de 1,7 o 1,8 petaflop, que es al final del año 2009 la más rápida. El superordenador más rápido a finales de 2010 era el chino Tianhe 1A, con máximas de velocidad de 2,5 petaflops.

## Sistemas de enfriamiento
Muchas de las unidades centrales de procesamiento (CPU por sus siglas en inglés) usadas en los supercomputadores de hoy en día disipan diez veces más calor que un disco de estufa común. Algunos diseños necesitan enfriar los múltiples CPU a –85 °C (–185 °F).
Enfriar múltiples CPU a tales temperaturas requiere de un gran consumo de energía. Por ejemplo, un nuevo supercomputador llamado Aquasar tendrá una velocidad tope de 10 teraflops. Mientras tanto el consumo de energía de un solo rack de este supercomputador consume cerca de 10 kW. Como comparación, un rack del supercomputador Blue Gene L/P consume alrededor de 40 kW.
El consumo promedio de un superordenador dentro de la lista de los 500 supercomputadores más rápidos del mundo es de alrededor de 257 kW.
Para el supercomputador Aquasar, que se instalará en el Instituto Tecnológico Federal Suizo (ETH), se utilizará un nuevo diseño de enfriamiento líquido. Se necesitarán 10 litros de agua que fluirán a 29,5 litros por minuto.
Una de las innovaciones en este diseño es que normalmente los sistemas de enfriamiento aíslan el líquido de la CPU y la transmisión de calor se da por convección desde la cubierta metálica de la CPU a través de un adaptador generalmente de cobre o de otro material térmicamente conductivo. La innovación consiste en un nuevo diseño en el cual llega el agua directamente a la CPU mediante tubos capilares de manera que la transmisión de calor es más eficiente.
En el caso del ETH en Suiza, el calor extraído del supercomputador se reciclará para calentar habitaciones dentro de la misma universidad.
En 2019 el segundo supercomputador Sierra en la lista TOP500 consumía la mitad de energía que el tercero en la lista (Sunway TaihuLight).

## Características
Las principales son: 
- Velocidad de procesamiento: miles de millones de instrucciones de coma flotante por segundo.
- Usuarios a la vez: hasta miles, en entorno de redes amplias.
- Tamaño: requieren instalaciones especiales y aire acondicionado .
- Dificultad de uso: solo para especialistas.
- Clientes usuales: grandes centros de investigación.
- Penetración social: prácticamente nula.
- Impacto social: muy importante en el ámbito de la investigación, ya que provee cálculos a alta velocidad de procesamiento, permitiendo, por ejemplo, calcular en secuencia el genoma humano, número π, desarrollar cálculos de problemas físicos dejando un margen de error muy bajo, etc.
- Parques instalados: menos de un millar en todo el mundo.
- Hardware: Principal funcionamiento operativo.

## Principales usos
Las supercomputadoras se utilizan para abordar problemas muy complejos o que no pueden realizarse en el mundo físico, ya sea porque son peligrosos, involucran cosas increíblemente pequeñas o increíblemente grandes. A continuación, damos algunos ejemplos:
- Mediante el uso de supercomputadoras, los investigadores modelan el clima pasado y el clima actual y predicen el clima futuro.
- Los científicos que investigan el espacio exterior y sus propiedades utilizan las supercomputadoras para simular los interiores estelares, simular la evolución estelar de las estrellas (eventos de supernova, colapso de nubes moleculares, etc.), realizar simulaciones cosmológicas  y modelar el clima espacial.
- Los científicos usan supercomputadoras para simular de qué manera un tsunami podría afectar una determinada costa o ciudad.
- Las supercomputadoras se utilizan para probar la aerodinámica de los más recientes aviones militares.
- Las supercomputadoras se están utilizando para modelar cómo se doblan las proteínas y cómo ese plegamiento puede afectar a la gente que sufre la enfermedad de Alzheimer, la fibrosis quística y muchos tipos de cáncer.
- Las supercomputadoras se utilizan para modelar explosiones nucleares, limitando la necesidad de verdaderas pruebas nucleares.

## Principales países
En junio de 2022 treinta y dos países mantenían en funcionamiento 500 superordenadores:
- En Asia 228.
- En América 148.
- En Europa 118.
- En Oceanía 5.
- En África 1.

## Sistemas operativos

### Primeros SO que se utilizaron en los supercomputadores
Las primeras supercomputadoras que hubo en la historia no disponían de un sistema operativo incorporado, con lo cual cada sede, laboratorio, etc. que utilizaba uno de estos superordenadores se hacía cargo de tener que desarrollar un SO en concreto y a la medida de su dispositivo. Por ejemplo, el considerado primer supercomputador de la historia, el CDC 6600, utilizó el sistema operativo llamado Chippewa (COS, que también se llama sistema operativo Cray). Este sistema operativo era bastante simple y su característica principal consistía en poder controlar las diferentes tareas del sistema informático; de esta manera, se conseguía que las diferentes tareas siempre dispusieran de lo que requerían para llevar a término su fin. A raíz de este sistema operativo surgieron nuevos, como por ejemplo los llamados Kronos, Scope y Nos. 
El sistema operativo Kronos se implantó durante la década de los 70 y su característica principal es que las diferentes tareas puedan acceder al mismo tiempo a algo que requerían varias para llevar a cabo su tarea. El sistema operativo CDC SCOPE (en inglés: Supervisory Control Of Program Execution) se utilizó durante la década de los 60. Su característica principal es que permite tener controladas todas las tareas del sistema.
El sistema operativo Nos (Network Operating System) se puede decir que sustituyó a los dos anteriores durante la década de los 70. Sus características eran muy similares al de su predecesor Kronos, pero lo que se buscaba concretamente con Nos era tener un sistema operativo común en todas las creaciones de CDC (Control Data Corporation) que había. En la década de los 80, Nos se sustituyó por Nos/Ve (Network Operating System/ Virtual Environment), que a diferencia de su predecesor disponía de una memoria virtual. A finales de la década de los 80 se comenzaron a implantar en los supercomputadoras los llamados sistemas operativos modernos o los que han sido la base de los actuales, los sistemas operativos basados en UNIX. Los primeros fueron los llamados UNICOS, que fueron los que surgieron con fuerza durante esa década.

### Evolución del porcentaje de uso de los SO en supercomputadores

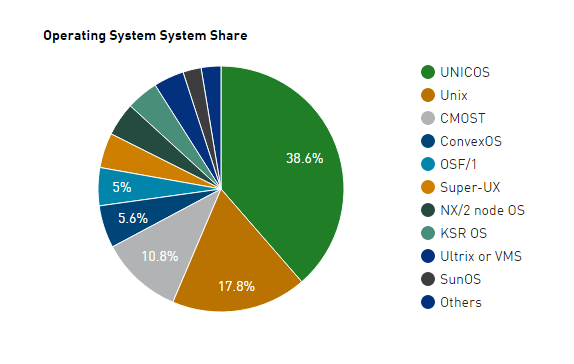
Junio de 1993.

Como se ha mencionado en el punto anterior, los primeros sistemas operativos que tienen incorporados los supercomputadores eran desarrollados a la medida y específicamente para cada uno de ellos, siendo por ejemplo Chippewa, Kronos, Scope o Nos algunos de ellos.
Pero a finales de los 80 comienza a haber un cambio significativo y los superordenadores comienzan a decantarse por los sistemas operativos basados en UNIX como UNICOS. En 1993 se comienzan a hacer la lista de los primeros 500 supercomputadores del mundo y en la que se especifica qué sistemas operativos utilizan cada uno. A partir de esta lista se pudo comenzar a hacer una estimación de la evolución de los sistemas operativos en ellos.
- Junio 1993

El primer año que se realizó la lista del Top 500, Unix y UNICOS (basado en Unix) eran utilizados por más del 50 % de las supercomputadoras, concretamente el 56,4 %. Por lo tanto a principios de la década de los 90, se puede decir que los sistemas operativos que predominaban se basan en Unix.
- Junio 2000

El siguiente año en el que hay un gran cambio es el 2000, porque es cuando Linux, que como veremos más adelante es el SO principal en los superordenadores en la actualidad, comienza a hacerse un hueco en el mundo de la supercomputación.
En el año 2000 los sistemas basados en Unix siguen dominando, ya que los 5 primeros, AIX, Solaris, UNICOS, HP Unix e IRIX se basan en este ocupando simplemente entre ellos el 80,6 % del porcentaje total, habiendo aun otros sistemas que en menores porcentajes utilizan también Unix. Como hecho destacable podemos ver que UNICOS que, a principios de la década, era el dominador, ya no lo es y pasa a serlo AIX.
- Junio 2003

El siguiente año significativo es el 2003, y por un hecho en concreto y es que Linux pasa a colocarse el primero de la lista, aunque los sistemas basados en Unix siguen predominando en el total.
- Junio 2005

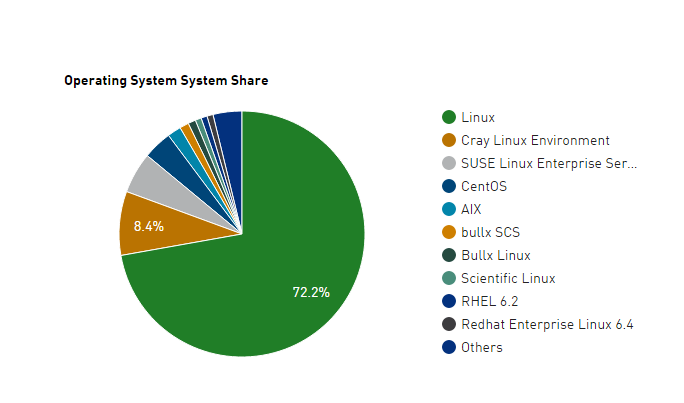
Junio de 2015.

La siguiente fecha significativa es el año 2005, este año Linux por sí solo ya domina todo el sector de la supercomputación con un 62,4 %, con lo cual el cambio de tendencia de sistemas Unix a Linux se ha confirmado.
Como información a tener en cuenta, Hans Werner Meuer (profesor de ciencias informáticas en la Universidad de Mannheim, Alemania) encargado de hacer la lista comentó que aunque está seguro del dominio de Linux en el sector de la supercomputación, no se podía asegurar que los datos de la lista fueran 100 % fiables y que es más bien una estimación, ya que muchos de los sitios donde se utilizan superordenadores se negaban a proporcionar la información sobre que SO tenían. 
- Junio 2012

El año 2012 es cuando Linux alcanza su tope hasta el día de hoy con un porcentaje del 83,8 %, habiendo además ya otros sistemas que también están basados en Linux.
- Junio 2015

La última lista hecha del Top 500, muestra como los sistemas basados en Linux dominan totalmente el sector de la supercomputación en la actualidad con un 97,2%, concretamente 486 de los 500 superordenadores lo utilizan. El otro 2,7% restante está conformado básicamente por sistemas UNIX. Como dato interesante, Windows o Mac OS tienen un porcentaje prácticamente nulo en el sector de la supercomputación.
- Junio 2022

El año 2022 la lista de Top 500 presenta la totalidad de los sistemas basados en Linux, alcanzando un 100,0 % de uso entre las superordenadoras.

### Motivo de este cambio, qué SO predomina actualmente y por qué
Ha tenido lugar un par de cambios claves en el mundo de los sistemas operativos que se usan en la supercomputación. El primero de ellos fue durante finales de la década de 1980, y fue cuando se pasó de que para cada superordenador tuviera que desarrollarse un SO a medida para ella, a aplicar sistemas operativos basados en UNIX. Este cambio fue debido a que llegó un punto en que el coste de desarrollar ese software específico era el mismo que el que se gastaba en hardware, cosa que hacía del todo inviable seguir por ese camino. También gracias a UNIX se podía proporcionar potencia de manera flexible a la supercomputadora, que era muy importante debido a los constantes cambios de las aplicaciones científicas en las que se utilizaban, o el cambio de hardware que había constantemente debido a la evolución de este.
El segundo gran cambio que hubo fue cuando se pasó, aproximadamente sobre el año 2003, de un dominio total de UNIX al dominio total de Linux, que es el SO que predomina en la actualidad. Este cambio fue debido a varios motivos: el primero era la flexibilidad que nos ofrece Linux, ya que este dispone de un kernel abierto con el cual hacer modificaciones y optimizaciones sobre él. Por otra parte, el coste de las licencias de Linux está muy por debajo de otros y en global es más rentable, ya que tiene una comunidad alrededor que ayuda y aporta de forma gratuita.
Linux es el SO predominante en la actualidad debido a varios factores, como por ejemplo que su coste es nulo, que dispone de un kernel genérico, que tiene una gran escalabilidad que le permite adaptarse a grandes cargas fácilmente, que su instalación se basa en pequeños módulos, los cuales cada uno hace una tarea: con esto se consigue que si se modifica uno no afecte a los demás, también su código es abierto lo cual permite que en cualquier momento podamos modificar este ante cualquier cambio que se quiera o surja en la supercomputadora; otro punto es que detrás tiene una gran comunidad que da apoyo, y por último nos permite hacer pruebas de configuración de red sin la necesidad de tener que reiniciar el sistema.
En junio de 2020, Fujitsu y el instituto de investigación japonés Riken crearon Fugaku, un superordenador localizado en Japón que ha sido reconocido como el más potente del mundo, con 415,53 petaflops, unidad que equivale a mil billones de operaciones de coma flotante por segundo.